# Melanochromis heterochromis
Melanochromis heterochromis är en fiskart som beskrevs av Nancy J. Bowers och Stauffer, 1993. Melanochromis heterochromis ingår i släktet Melanochromis och familjen Cichlidae. IUCN kategoriserar arten globalt som sårbar. Inga underarter finns listade i Catalogue of Life.